# Uwe Hüser
Uwe Hüser (* 21. August 1958 in Koblenz) ist ein deutscher politischer Beamter in Rheinland-Pfalz sowie ehemaliger Verbandsfunktionär und Bundestagsabgeordneter (Bündnis 90/Die Grünen). Er war Präsident der Struktur- und Genehmigungsdirektion Nord in Koblenz.

## Leben
Nach dem Schulbesuch in Koblenz studierte Hüser von 1980 bis 1986 Wirtschaftswissenschaften an der RWTH Aachen. Von 1991 bis 1992 war er Finanzreferent und von 1992 bis 2003 Bundesgeschäftsführer des Naturschutzbunds Deutschland (NABU) in Bonn. Von 2003 bis 2011 war er Fachbereichsleiter beim Verbraucherzentrale Bundesverband in Berlin. Von 2012 bis 2016 war Hüser Staatssekretär im Ministerium für Wirtschaft, Klimaschutz, Energie und Landesplanung Rheinland-Pfalz. Vom 1. Januar 2021 bis zum 15. Juni 2021 war Hüser Präsident der Struktur- und Genehmigungsdirektion Nord, der er bereits vom 1. Oktober 2011 bis zum 31. Juli 2012 vorstand.
Hüser ist seit 1980 Mitglied des Kreisverbandes der Grünen in Koblenz. Von 1982 bis 1987 gehörte er dem Landesvorstand der Grünen in Rheinland-Pfalz an. Bei der Bundestagswahl 1987 wurde er über die Landesliste Rheinland-Pfalz der Grünen in den Deutschen Bundestag gewählt, dem er bis zum Ende der 11. Wahlperiode im Dezember 1990 angehörte. Im Bundestag war Hüser ordentliches Mitglied des Finanzausschusses sowie Parlamentarischer Geschäftsführer der grünen Bundestagsfraktion.